# Scotothuria
Scotothuria is een geslacht van zeekomkommers uit de familie Synallactidae.

## Soorten
- Scotothuria herringi Hansen, 1978